# Полуунцијала
Полуунцијала је био стил латинског писма коришћен од 5. до 9. века.

## Писмо
Полуунцијала је претежно књижевно писмо. Представља минускулизовану унцијалу. Процес минускулизације текао је постепено. Настало је у 5. а користило се до 9. века. У седмом веку се изобличило, променила су се слова. То помаже при датирању текстова. Најчешће се користило за литургијске рукописе. Лигатуре се код полуунцијале знатно чешће употребљавају него у унцијали. Појављује се тачка као интерпункцијски знак. Нова реченица почиње великим, мало извученим словом. 